# Misa pretridentina
Misa pretridentina es todo rito litúrgico latino que se celebraba antes de 1570. Ese año el papa Pío V, con las bulas Quo primum tempore y  Quod a nobis, declaró obligatorio en toda la Iglesia latina el uso del Misal romano y de sus ediciones del Breviario romano, excepto donde ya existiese una costumbre diferente de un rito particular que tuviese doscientos años de antigüedad y hubiese sido celebrado ininterrumpidamente. El Misal Romano sufrió pequeñas modificaciones en ediciones posteriores hasta la de 1962
Antes de 1570, existían ritos litúrgicos tanto en Oriente como en Occidente. Cada provincia eclesiástica y prácticamente cada diócesis tenía sus propias maneras de realizar el rito. Salvo en algunos lugares en los que nunca se adoptó ninguna forma de rito romano, el canon de la misa permaneció generalmente uniforme, pero las oraciones en el Ordo Missae, el Proprium Sanctorum y el Proprium de Tempore sufrieron grandes cambios.
La misa pretridentina se conservo tras el Concilio de Trento en algunas zonas donde se practicaba el anglicanismo y el luteranismo con algunas modificaciones locales del rito romano básico hasta el momento en que el culto cambió a la lengua vernácula. Las fechas de cambio a la lengua vernácula, en su totalidad o en parte, variaron ampliamente según la ubicación. En algunas áreas luteranas esto llevó tres siglos, ya que los seminaristas y estudiantes que estaban aprendiendo latín cantaban liturgias corales.